# Nyctiophylax occidentalis
Nyctiophylax occidentalis là một loài Trichoptera trong họ Polycentropodidae. Chúng phân bố ở vùng nhiệt đới châu Phi.